# Радакович, Урош
Урош Радакович (серб. Урош Радаковић; род. 31 марта 1994, Белград) — сербский футболист, защитник французского клуба «Нант».

## Клубная карьера
Дебютировал в Кубке Италии 28 ноября 2012 года в матче против «Ливорно», где играл все 90 минут. Сыграл свою вторую игру в Кубке Италии 19 декабря 2012 года в выигранном матче против «Наполи» (2:1), снова сыграв все 90 минут.
В 2020 году выступал на правах аренды за казахстанский клуб «Астана».